# Свиридов, Владимир Сергеевич
Влади́мир Серге́евич Свири́дов (род. 10 мая 1990 года, Новочеркасск, СССР) — Российский легкоатлет с поражением опорно-двигательного аппарата (ПОДА), специализируется в толкании ядра (класс F36). Заслуженный мастер спорта России (2012).

## Биография
- Детство и начало занятий спортом

Владимир Свиридов родился 10 мая 1990 года в городе Новочеркасске, Ростовской области. С раннего детства он проявлял активность и интерес к спорту, несмотря на врождённые особенности – диагноз ДЦП. В 2003 году поступил в Новочеркасский детский дом-интернат для детей с физическими недостатками, где познакомился со своим будущим тренером Ольгой Николаевной Исуповой. Именно она разглядела в нём потенциал и вдохновила на первые спортивные шаги. 
В 13 лет Владимир попробовал себя в различных видах спорта, включая дзюдо и тайский бокс, но его настоящим призванием стала лёгкая атлетика. В 2005 году он впервые выступил на первенстве России в Саратове, завоевав бронзовые медали в беге на 100 и 200 метров, а также серебро в толкании ядра. Эти достижения стали отправной точкой в его спортивной карьере.
- Испытания и возвращение в спорт

3 января 2006 года в жизни Владимира произошла трагедия – группа пьяных молодых людей совершила поджог, в результате которого он получил тяжёлые ожоги 50% тела. Ему предстояло пройти сложный путь восстановления, включая многочисленные операции, кожные трансплантации. Этот период стал тяжёлым испытанием, но он не сломил его дух. 
Несмотря на вынужденный перерыв в спорте, Владимир не оставлял мыслей о возвращении в спорт. И спустя 1,5 года,  в июне 2007 года он снова вышел на спортивную арену и принял участие в соревнованиях, где выполнил норматив мастера спорта России. Этот момент стал доказательством его невероятной силы воли и стремления к победе. 

## Путь к мировому признанию
С 2008 года Владимир Свиридов начал активно выступать на российских и международных соревнованиях, постепенно улучшая свои результаты и завоёвывая всё больше наград. 
- 2011 год – выполнил норматив мастера спорта международного класса, завоевал золото в прыжках в длину и серебро в толкании ядра на Чемпионате мира в г. Крайстчерче.
- 2012 год – получил звание заслуженного мастера спорта России и завоевал бронзу на Паралимпийских играх в Лондоне.
- 2013 год – стал чемпионом мира в г. Лионе, оставив позади сильнейших соперников.
- 2016 год – из-за отстранения российской сборной от Паралимпиады в Рио-де-Жанейро не смог выступить на Играх, но принял участие в Открытых альтернативных Всероссийских соревнованиях, где показал результат, превышающий официальный паралимпийский.
- 2019 год – установил новый мировой рекорд на Чемпионате мира в Дубае (16,32 м).
- 2021 год – завоевал золото на XVI Паралимпийских играх в Токио, установил дважды  мировой рекорд.
- 2024 год – на XVII Паралимпийских играх в Париже обновил собственный мировой рекорд, вновь став чемпионом.

## Основные достижения
Паралимпийские игры: 
- Золото на XVII Паралимпийских играх в г. Париже, Франция (2024 г.), новый мировой рекорд 17,18 м.
- Золото на XVI Паралимпийских играх в г. Токио, Япония  (2021г.) с мировым рекордом 16,67 м.
- Бронза на XIV Паралимпийских играх в г. Лондоне, Великобритания (2012г., прыжки в длину).

Чемпионаты мира: 
- Золото 2011 г. (г. Крайстчерч, Новая Зеландия, прыжки в длину), 2013 г. (г. Лион, Франция, толкание ядра), 2019 г. (г. Дубай, ОАЭ, толкание ядра).
- Серебро Чемпионата мира 2011 г. (г. Крайстчерч) и 2015 г. (г. Доха, Катар, толкание ядра).
- Бронза Чемпионат мира 2024 г.  (г. Кобэ, Япония)

Чемпионаты Европы: 
- Золото 2014 г. (г. Суонси, Великобритания) и 2016 г. (г. Гроссето, Италия, толкание ядра).
- Серебро  2021г. (г. Быдгощ, Польша, толкание ядра).

Национальные соревнования: 
- Победитель Открытых Всероссийских соревнований по Паралимпийским видам спорта (2016 г.) с результатом 15,89м. г. Москва, Россия
- Многократный чемпион России.
- Победитель Летних игр Паралимпийцев «Мы вместе – спорт!» (2023г.) с результатом -16,79м г. Чебоксары, Россия

## Спортивные рекорды
Рекорд России:
- (2016г.) 15,89м Открытые Всероссийские соревнования по Паралимпийским видам спорта г. Новогорск
- (2020 г.) 16,58м  Чемпионат России, г. Адлер
- (2023г.): 16,79м Летние игры паралимпийцев г. Чебоксары

Рекорды мира: 
- (2013г.) 14,70м  Чемпионат мира, г. Лион,  Франция
- (2014г.) 15,32м  Чемпионат Европы, г. Гроссето, Италия
- (2019г.) 16,32м  Чемпионат мира, г. Дубай, ОАЭ
- (2021г.) 16,45м  Паралимпийские игры г. Токио 2020, Япония
- (2021г.) 16,67м  Паралимпийские игры г. Токио 2020, Япония
- (2023г.) 16,91 м  Открытый чемпионат г. Минск, Беларусь
- (2024г.) 17,18м   Паралимпийские игры г. Париж, Франция

## Техника
Владимир  Свиридов использует технику  толкания ядра «со скачка» , что является классическим  методом, значительно  усовершенствованным выдающимся  американским атлетом Пэрри О’Брайеном в 1950- е годы . Этот стиль толкания позволяет спортсмену максимально использовать импульс  и силу для достижения дальности.  Метод  требует высокой координации, мощной взрывной силы и точности движения. Владимир довел свою технику исполнения данного метода до совершенства, что позволяет ему устанавливать мировые рекорды  и уверенно доминировать на международной спортивной  арене.  

## Работа и общественная деятельность
- В 2013 году окончил Новочеркасский колледж промышленных технологий и управления по специальности "Строительство и эксплуатация зданий и сооружений".
- С 2011 года член сборной команды России по лёгкой атлетике с ПОДА.
- С 2011 года — спортсмен-инструктор ФГБУ "Центр спортивной подготовки сборных команд России".
- С 2020 года — амбассадор проекта "Легенды спорта — детям".
- Участвует в благотворительных мероприятиях, сотрудничает с фондами, посещает детские дома и реабилитационные центры.

## Награды и звания
- Мастер спорта России (2007).
- Мастер спорта международного класса (2011).
- Заслуженный мастер спорта России (2012).
- Победитель в номинации «И жизнь и слезы и любовь…» Премии  «Возвращение в жизнь».
- Медаль ордена «За заслуги перед Отечеством» II степени (10 сентября 2012 года) — за большой вклад в развитие физической культуры и спорта, высокие спортивные достижения на XIV Паралимпийских летних играх 2012 года в городе Лондоне (Великобритания)[2].
- Почётная грамота Президента РФ (2016).
- Орден Дружбы (2021).
- Орден Почёта (2024).

## Личная жизнь
Владимир Свиридов женат на Анне Свиридовой, вместе они воспитывают двоих сыновей — Владислава и Дениса. 